# TBSテレビ系列土曜夜の情報番組枠
TBSテレビ系列土曜夜の情報番組枠（ティービーエステレビけいれつ どようよるのじょうほうばんぐみわく）とは、TBSテレビ系列（JNN）が放送する土曜 22時台・23時台の情報・報道番組の番組一覧である。

## 概要
- この土曜日の22時台枠では長期に渡ってドラマ枠（『土曜ロードショー』のため中断あり）が続いていたが、1980年10月にドキュメンタリー番組『JNN報道特集』が放送開始となった。しかし1982年4月には2時間ドラマ枠『ザ・サスペンス』（21:00 - 22:54）設置のため日曜日の18時台(18:00-19:00)に移動となった。
- その後は日立提供番組（後期はその後土曜21時枠で2024年3月30日まで継続した『日立 世界・ふしぎ発見!』）→再びドラマ→2時間ドラマが放送され、1991年4月に『情熱ワイド! ブロードキャスター』という番組名で情報・報道番組を新設した。当初は三雲孝江と山瀬まみの2人がメインだったが、半年後に元日本テレビの福留功男がメインになり、2008年9月まで17年半続く人気番組となった。
- 2008年10月からはビートたけしと安住紳一郎アナウンサーをメインにした情報番組『情報7daysニュースキャスター』に変更、2014年4月からは『新・情報7days ニュースキャスター』に変更した。なおたけしは2022年3月19日放送の1時間拡大版を以て、通算13年半務めた番組を降板、同年4月からは脚本家の三谷幸喜がたけしの後任になり、これを機に番組タイトルも『新』を省いた『情報7daysニュースキャスター』に再度変更した。
- 『ブロキャス』以降、毎年の春秋改編期に放送する『オールスター感謝祭』の時は休止になる。

## 放送時間
1980年10月 - 1982年3月
- 土曜日 22:00 - 22:55(55分)

1991年4月 - 1992年3月
- 土曜日 22:00 - 23:48(108分)

1992年4月 -
- 土曜日 22:00 - 23:24(84分)

## 番組
- JNN報道特集（1980年10月 - 1982年3月）

（番組中断）
- 情熱ワイド! ブロードキャスター→ブロードキャスター（1991年4月 - 2008年9月）
- 情報7daysニュースキャスター（2008年10月 - 2014年3月）
- 新・情報7daysニュースキャスター（2014年4月 - 2022年3月）
- 情報7daysニュースキャスター（2022年4月 - ）